# Kościół we Vlachovie
Kościół we Vlachovie – gotycka świątynia protestancka w słowackiej miejscowości Vlachovo. 

## Historia
Budowę kościoła ukończono pod koniec XV wieku. Pierwotnie katolicki, nosił wezwanie Najświętszej Marii Panny. W 1870 roku kościół przebudowano ze względu na zły stan budowli. Wymieniono m.in. sklepienie nawy. Podczas kolejnego remontu w 1904 roku wybuchł pożar. Ze średniowiecza do dziś zachowała się wieża, mury nawy i absydy. W 1988 roku kościół wpisano do rejestru zabytków.

## Architektura
Świątynia gotycka, jednonawowa. Ściany kościoła są obłożone żółtym tynkiem. Wieża dostawiona od zachodu, zwieńczona dachem namiotowym.

## Galeria

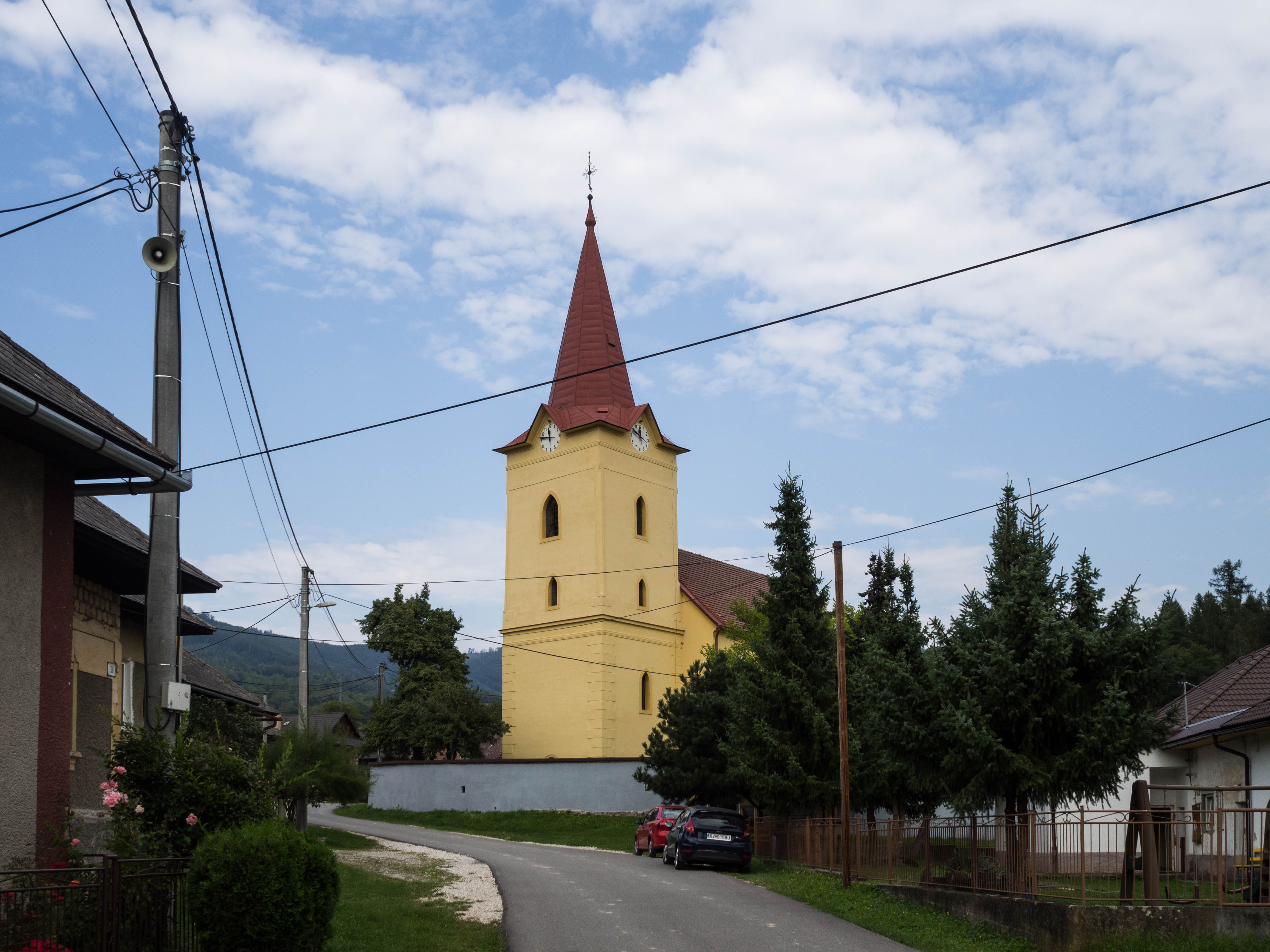
Wieża
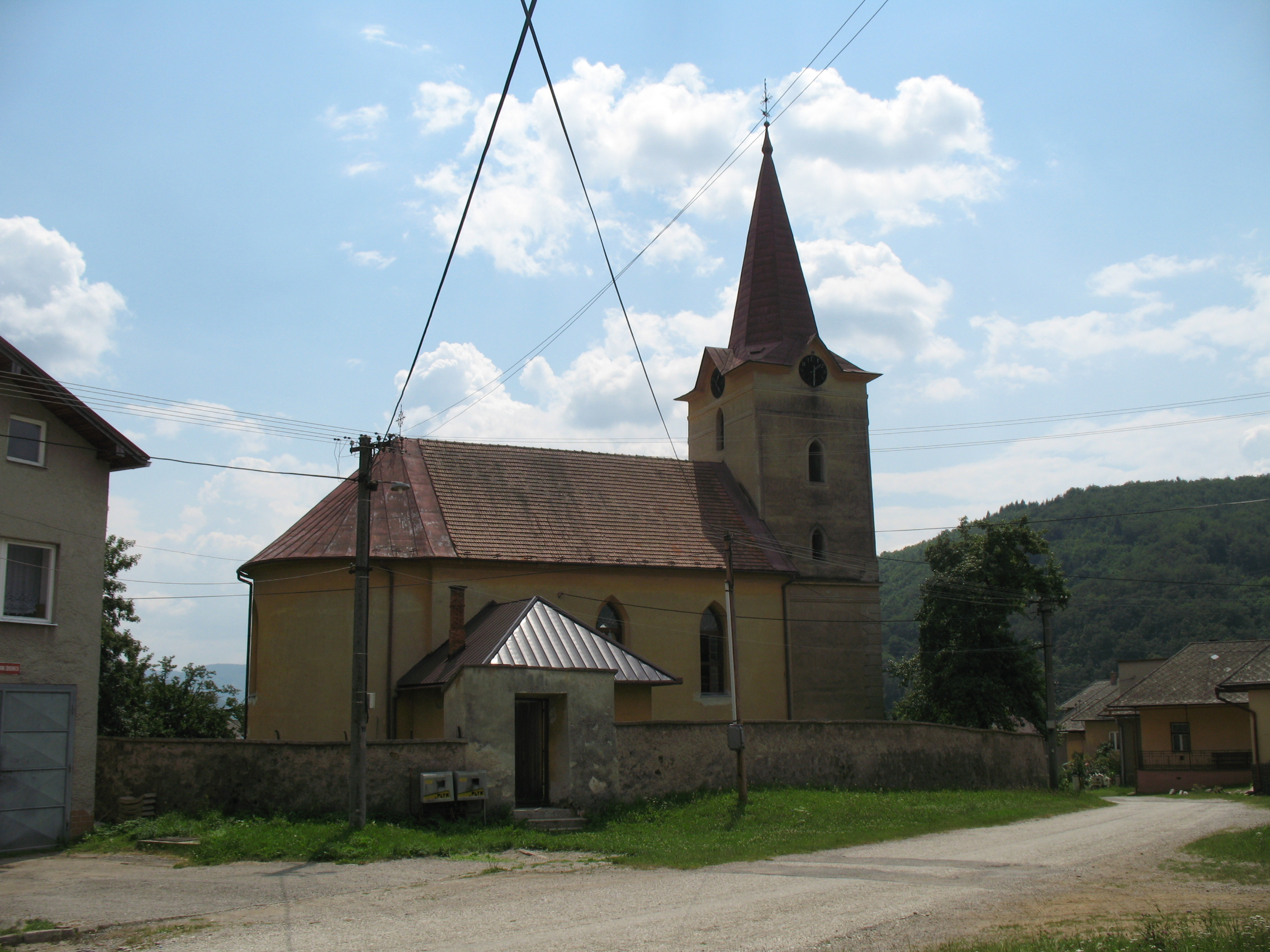
Widok z północy
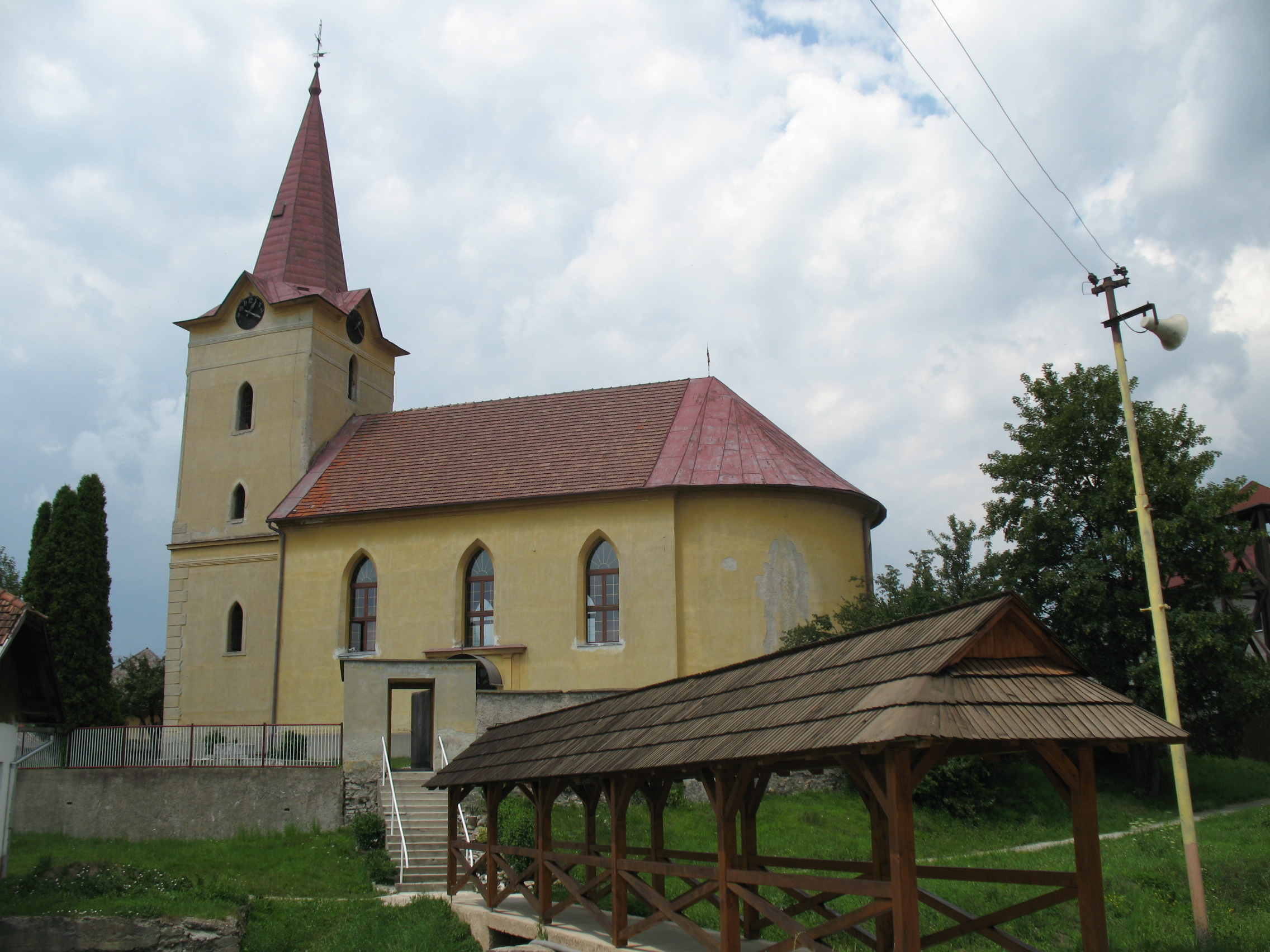
Widok z południowego wschodu
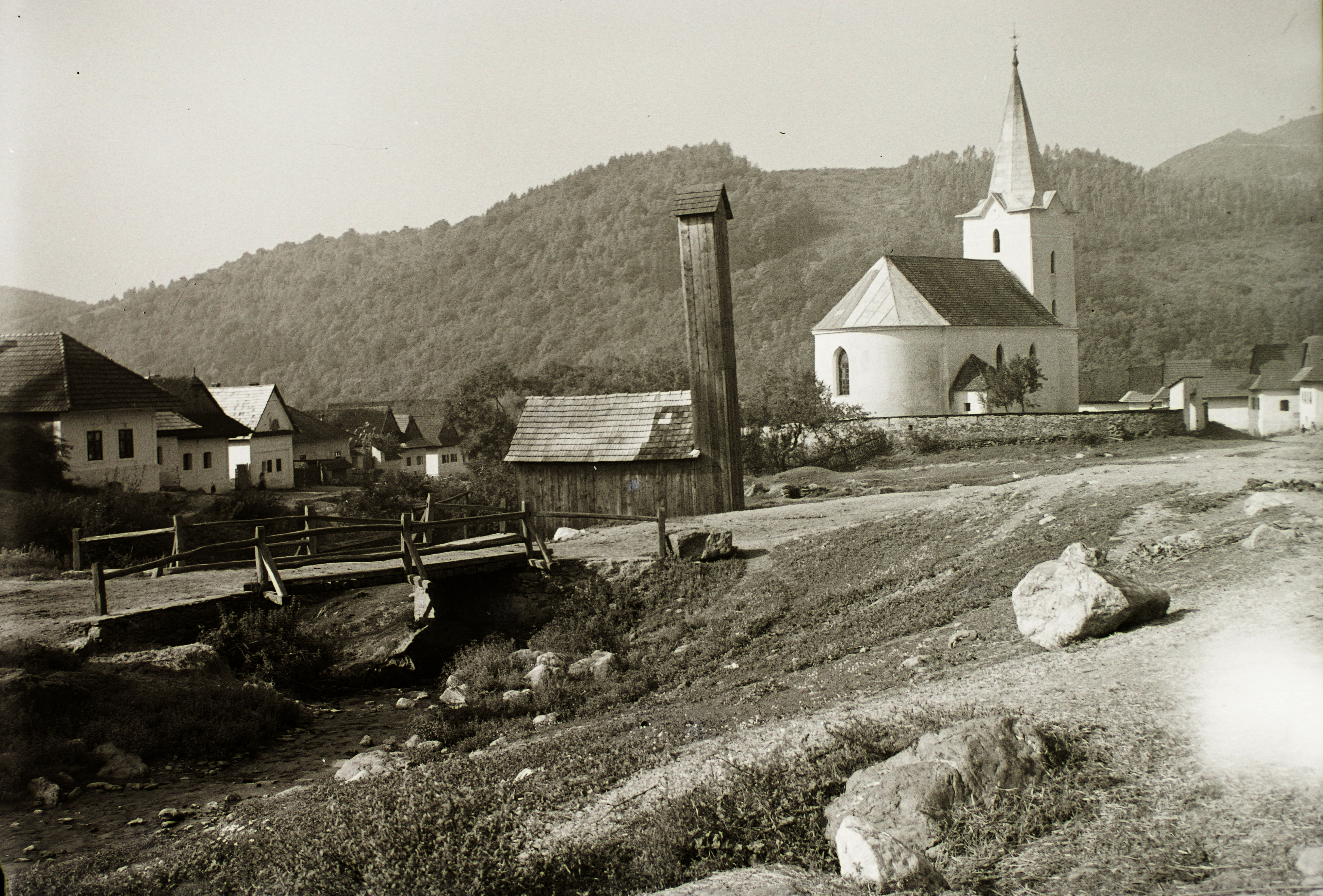
Widok na świątynię północnego wschodu, rok 1934